# Salix limprichtii
Salix limprichtii är en videväxtart som beskrevs av Ferdinand Albin Pax och Käthe Hoffmann.
Salix limprichtii ingår i släktet viden och familjen videväxter. Inga underarter finns listade i Catalogue of Life.